# Rantekombola
Bulu Rantekombola (Gunung Rantekombola, 3455 m n.p.m.) – szczyt w Indonezji, przez niektóre źródła uznawany za najwyższy na wyspie Celebes (według innych wyższy jest pobliski Gunung Rantemario, który mierzy 3478 m n.p.m.). Leży na południowym półwyspie, w prowincji Celebes Południowy.